# Гедеон (Война-Оранський)
Гедео́н Вóйна-Ора́нський герба Костеша (пол. Gedeon Woyna-Orański; 1652 — 22 жовтня 1709) — релігійний діяч, представник Української греко-католицької церкви. З 1693 року — єпископ Холмський і Белзький.

## Життєпис
Походив з доволі заможнього пінського боярсько-шляхетського роду Война-Оранських гербу Костеша, що дав українській церкві кількох ієрархів. В 1677 році здобув звання бакалавра філософії у Віленській єзуїтській колегії, а 27 травня 1678 року — магістра богослов'я. У 1679 році продовжив навчання в Оломоуцькій колегії. 1693 року в Супраслі був висвячений на єпископа Холмського і Белзького.